# Serge Elisseeff
Pour les articles homonymes, voir Elisseïev.
Serge Elisséeff (russe : Сергей Григорьевич Елисеев, Sergueï Grigorievitch Elisseïev, japonais : 英利世夫) est un orientaliste français, d'origine russe (1889-1975). Elisséeff est né le 1er janvier 1889 (13 janvier dans le calendrier grégorien) à Saint-Pétersbourg (Russie) dans une famille de riches marchands, propriétaires des magasins Elisséeff, et mort à Clichy le 13 avril 1975.

## Études
Il reçoit une éducation en plusieurs langues. Son père qui a de nombreuses relations d'affaires en France (notamment en important du vin) est francophile et fait donner des leçons de français à ses trois enfants dès leur enfance. La famille parle français à table. À l'âge de six ans Serge apprend l'allemand auprès d'un précepteur allemand. À l'âge de dix ans, il commence son éducation secondaire au Gymnasium Larinsky où le grec et le latin sont obligatoires. À l'âge de douze ans, il commence à prendre des cours particuliers d'anglais. Il s'enthousiasme pour la Chine après avoir visité avec son père le pavillon chinois de l'Exposition universelle de Paris (1900). Son intérêt pour l'Extrême-Orient augmente encore pendant la guerre russo-japonaise de 1905. Il termine le lycée en 1907 avec la médaille d'or. Un ami de son père, l'académicien et orientaliste Sergueï Oldenburg (1863-1934), lui conseille de poursuivre des études de japonais. Il étudie donc le chinois et le japonais à l'université de Berlin, pendant trois semestres (1907-1908) puis le japonais à l'université de Tokyo devenant ainsi le premier occidental diplômé de cette université en 1912 et le premier Européen à avoir reçu une éducation supérieure complète dans ce pays, un autre japonisant de l'Empire russe, Otto Rosenberg (élève d'Oldenburg), y fait ensuite des études de post-gradé (1912-1916). Il rentre en Russie en 1914, après deux ans de travaux d'aspirant au doctorat, et se marie alors qu'éclate la Première Guerre mondiale avec Vera Eiche. Il devient privat-dozent de l'université de Saint-Pétersbourg en 1916 et traducteur au ministère des Affaires étrangères. Il devient membre de la Société archéologique de Russie et de la Société des orientalistes russes, en tant que président de la section japonaise.
Lorsque la Révolution d'Octobre éclate, il poursuit ses travaux, continue à fréquenter le musée Asiatique dirigé par Oldenburg, sans se mêler de politique dans un pays en proie à la guerre civile. Les arrestations commencent dans les milieux universitaires à l'automne 1919, notamment chez les orientalistes après la tenue d'une première exposition consacrée à l'art bouddhiste. Elisséeff est arrêté par la Tchéka en 1920 et libéré au bout de quelque temps. Il décide donc d'émigrer afin de poursuivre ses travaux, une partie de sa famille, expropriée et ruinée par la révolution, ayant déjà émigré en France.
Il obtient les papiers nécessaires pour quitter la Russie bolchévique à l'automne 1920 et, après être passé par la Finlande et la Suède, s'installe à Paris, où il parvient sur recommandation à devenir traducteur à l'ambassade du Japon. Il écrit aussi des articles sur le Japon et sa culture dans la presse française et des journaux soutenus par le Japon. Il travaille alors au Musée Guimet, donne des cours de civilisation japonaise à l'École du Louvre et à l'Institut des langues orientales. Il devient en 1929 chargé de conférences temporaires à la Section des sciences religieuses de l'Ecole Pratique des Hautes Etudes, où il enseigne l’histoire du bouddhisme et du shintō, les documents administratifs de l’époque ancienne, ainsi que la peinture bouddhique. Nommé Directeur d’études à l'Ecole Pratique des Hautes Etudes en 1933, sa conférence porte alors sur l’iconographie religieuse, celles des cinq bouddhas et des principaux bodhisattvas. Il reçoit avec sa femme la nationalité française à cette époque.
En 1934, il obtient un poste à Harvard comme professeur de langues orientales (japonais, chinois, coréen, mongol) et devient le premier directeur du « Harvard-Yenching Institute ». Il demeure plus de vingt ans à Harvard.
Il joue un rôle important de 1941 à 1945 (voir plus bas) et fait paraître dans un contexte de guerre avec le Japon (en collaboration avec Edwin O. Reischauer) en 1944 le premier manuel d'enseignement du japonais pour débutants à grand tirage. Il est fait chevalier de la légion d'honneur en 1946.
En 1957, Elisséeff revient à Paris, et redonne des cours à l'Ecole Pratique des Hautes Etudes.
Il meurt à Clichy le 13 avril 1975.
Son fils Vadime Elisséeff (1918 - 2002) a poursuivi son action, a travaillé au musée Cernuschi et a été conservateur en chef du musée Guimet de Paris. Son autre fils, Nikita, devient professeur de langue et civilisation arabes et enseigne l'histoire de la civilisation arabe. Il travaille quelques années à Damas.

## Son rôle pendant la Seconde Guerre mondiale
Elisséeff a joué un rôle important pendant la Seconde Guerre mondiale. Pour garder une suprématie sans partage sur toute l'Asie, le Japon décide de bombarder Pearl Harbor le 7 décembre 1941 par surprise. Aussitôt les États-Unis entrent en conflit et décident d'interner tous les Japonais présents sur le sol américain. Mais ils découvrent que l'armée américaine ne dispose pas de traducteurs en nombre suffisant. Serge Elisséeff est chargé de mettre sur pied un centre de formation accélérée à la langue japonaise.
Le 1er juin 1945, des propositions furent faites au président Harry Truman, successeur de Roosevelt. Parmi ces propositions, celle d'utiliser la bombe nucléaire contre le Japon, le plus tôt possible, sans avertissement, sur une cible peuplée et d'importance militaire.
Cinq villes furent alors désignées : Kyōto (industries diverses), Hiroshima (grand port militaire et ville industrielle), Yokohama (très grand port), Kokura (le principal arsenal), Niigata (port, aciéries et raffineries). Kyōto, bien que présentant un site idéal, à cause de ses collines proches qui auraient amplifié l'impact, fut rejetée grâce à l'intervention vigoureuse de Serge Elisséeff, qui avait acquis depuis 1941 une notoriété jusqu'à la Maison-Blanche. Il met en avant la richesse culturelle de la ville et souligne que cette destruction serait un obstacle grave à une réconciliation ultérieure avec le Japon.
La liste devient Hiroshima, Kokura, Niigata, Yokohama et Nagasaki (port et base militaire). Kyōto sera sauvée et Nagasaki sacrifiée.

## Distinction
- Japan Foundation: Japan Foundation Award, 1973[7].